# المصينعية (مسورة)

تعديل مصدري - تعديل

المصينعية هي إحدى قرى عزلة دماج بمديرية مسورة التابعة لمحافظة البيضاء، بلغ تعداد سكانها 130 نسمة حسب تعداد اليمن لعام 2004.